# Anumeta cestis
Anumeta cestis là một loài bướm đêm trong họ Erebidae.